# Perclorat de sodi
El perclorat de sodi és un compost inorgànic, una sal, format per anions perclorat {\displaystyle {\ce {ClO4-}}}i cations sodi {\displaystyle {\ce {Na+}}}, la qual fórmula química és {\displaystyle {\ce {NaClO4}}}.

## Propietats
El perclorat de sodi es presenta com un sòlid cristal·lí blanc. Cristal·litza en el sistema ortoròmbic amb una densitat de 2,52 g/cm³. És soluble en aigua i molt soluble en aigua calenta, a 25 °C la solubilitat és de 209,6 g/100 g d'aigua. És deliqüescent i forma l'hidrat {\displaystyle {\ce {NaClO4*H2O}}}. El seu índex de refracció val 1,4606-1,4731. A 480 °C descompon en clorur de sodi i dioxigen:
{\displaystyle {\ce {NaClO4(s) -> NaCl(s) + 2 O2(g)}}}
No és combustible, però accelerarà la crema de materials combustibles. Si hi ha una gran quantitat en un incendi o si el material combustible es divideix finament, pot produir-se una explosió. L'exposició prolongada al foc o a la calor pot provocar una explosió. S'utilitza en anàlisi químic i en explosius.

## Obtenció
Malgrat es pot trobar perclorat de sodi a la naturalesa, per exemple al desert d'Atacama mesclat amb dipòsits de nitrats, la seva concentració és baixa i no permet el seu aprofitament industrial. Per la qual cosa s'han patentat diversos processos per a la producció de perclorats. En general, el perclorat de sodi es fabrica electrolíticament mitjançant l'oxidació del clorat de sodi {\displaystyle {\ce {NaClO3}}}. La semireacció és:
{\displaystyle {\ce {ClO3- + H2O -> ClO4- + 2H+ + 2e-}}}

## Usos
El perclorat de sodi és un potent oxidant que s'utilitza en la producció d'àcid perclòric i altres perclorats (perclorat d'amoni, perclorat de potassi…) i en química analítica i cromatografia. També s'empra en la composició d'alguns tipus d'explosius.